# Tierney Sutton
Tierney Sutton (Omaha, Nebraska, 1963. június 8. –) amerikai dzsesszénekesnő. Kilencszer jelölték Grammy-díjra.

| Tierney Sutton                            | Tierney Sutton                            |
| Kattints az alábbi külső linkek egyikére! | Kattints az alábbi külső linkek egyikére! |
| ----------------------------------------- | ----------------------------------------- |
| Nem található szabad kép.(?)              |                                           |
| külső link · jogvédett                    | Tierney Sutton                            |

## Pályakép
Milwaukee-ban nőtt fel, a middletowni Wesleyan Egyetemen tanult, orosz nyelv és irodalom diplomát szerzett, és itt már dzsesszt is énekelt. A diploma megszerzése után Bostonba, a Berklee College of Musicra ment, ahol Jerry Bergonzi tanította. 1994-ben Los Angelesbe költözött, és azóta van a dzsessz színpadán.

## Szólólemezei
- 1998: Introducing Tierney Sutton
- 2000: Unsung Heroes
- 2001: Blue in Green
- 2002: Something Cool
- 2004: Dancing in the Dark
- 2005: I'm with the Band
- 2007: On the Other Side
- 2009: Desire
- 2011: American Road
- 2013: After Blue
- 2014: Paris Sessions
- 2016: The Sting Variations
- 2016: Sully with Clint Eastwood
- 2019: Screen Play
- 2022: The Paris Sessions 2

### Grammy
2006 – 2019: kilencszer jelölték Grammy-díjra.